# Збіґнєв Рау
Збіґнєв Влодзімеж Рау (пол. Zbigniew Włodzimierz Rau; нар. 3 лютого 1955, Лодзь) — польський юрист і викладач, професор юридичних наук. Повний професор Лодзького університету, завідувач кафедри політико-правових доктрин та Центру політико-правової думки Алексіс де Токвіль, Лодзького університету. Сенатор 6-го терміну, воєвода Лодзі (2015—2019), член сейму 9-го терміну, з 20 серпня 2020 до 27 листопада 2023 року міністр закордонних справ Республіки Польща.	Голова ОБСЄ з 1 січня 2022 до 1 січня 2023 року.

## Життєпис
У 1977 році закінчив факультет права та адміністрації Лодзького університету. Спочатку працював бібліотекарем-стажером та молодшим бібліотекарем у бібліотеці Лодзького університету. У 1980 році вступив до Незалежної самоврядної профспілки «Солідарність».
У 1982 році здобув ступінь доктора юридичних наук на юридичному та адміністративному факультетах Лодзького університету. З 1981 року він є стипендіатом та викладачем в університетах Німеччини, Нідерландів, Великої Британії, США та Австралії. Він працював, серед інших в Інституті Макса Планка в Геттінгені, в Трініті-коледжі в Кембриджі та в Техаському університеті в Остіні. У 1995 році він став науковим співробітником університету Лодзі. У 1996 р. здобув габілітацію на юридичному та адміністративному факультетах університету в Лодзі. Через рік він став завідувачем кафедри політичних та правових доктрин. У 1998 році він обійняв посаду Повноважного ректора відділення Лодзького університету в Томашові Мазовецькому. З 2001 року очолював кафедру філософії права та етики Салезіанського університету економіки та менеджменту в Лодзі. У 2005 році отримав вчене звання професора юридичних наук. Він став завідувачем кафедри політико-правових доктрин університету в Лодзі, а в 2007 році став керівником Центру політико-правової думки Алексіс де Токвіль. Він також став членом наукової ради щоквартальника «Prawo i Więź».
У 2005 році він був членом Комітету Почесної підтримки Леха Качиньського на виборах президента. Того ж року, на парламентських виборах, він був обраний сенатором 6-го терміну від імені закону та правосуддя в районі Пьотркув. Потім він представляв польський парламент у Парламентській асамблеї Ради Європи. Він не балотувався на позачергових парламентських виборах 2007 року. У вересні 2008 року він приєднався до провладної асоціації XXI Ziemia Łódzka XXI. Він також був членом національної ради руху XXI Польщі. Він брав участь у семінарах «Люсьє», організованих президентом Лехом Качиньським..
8 грудня 2015 року він був призначений воєводою Лодзі. На виборах 2019 року від імені «Право і Справедливість» його обрали депутатом 9-го терміну повноважень від Лодзького виборчого округу. В результаті цих виборів 11 листопада 2019 року він склав свої повноваження воєводи Лодзі.. У Сеймі його призначили головою Комітету з закордонних справ. У 2020 році він став головою делегації польського парламенту до Парламентської асамблеї Ради Європи.
20 серпня 2020 року прем'єр-міністр Матеуш Моравецький призначив його на посаду міністра закордонних справ.
Голова ОБСЄ з 1 січня 2022 до 1 січня 2023 року.

## Нагороди
- Орден «За заслуги» I ст. (Україна, 4 листопада 2022) — за вагомий особистий внесок у зміцнення міждержавного співробітництва, підтримку державного суверенітету та територіальної цілісності України, популяризацію Української держави у світі.[14]